# Sam Maguire Cup

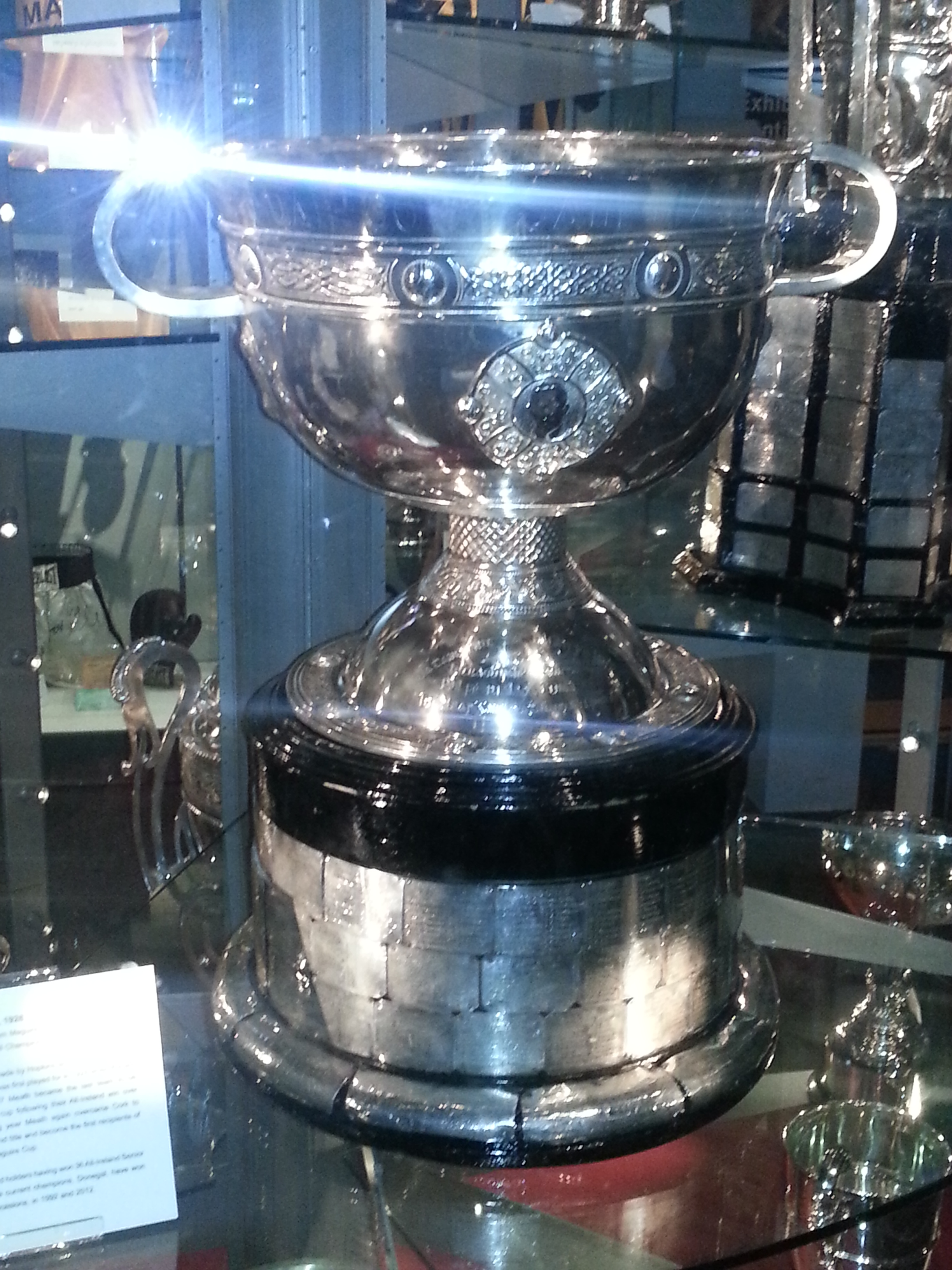
La Sam Maguire Cup

La Sam Maguire Cup (in gaelico irlandese Chorn Somhairle Mag Uidhir) è il trofeo che viene consegnato alla squadra vincitrice dell'All-Ireland Senior Football Championship. È consegnata appena dopo la finale che si tiene annualmente a Croke Park, Dublino, la terza domenica di settembre.

## Storia
La coppa prende il nome da Sam Maguire, uno dei membri più influenti della Gaelic Athletic Association di Londra. Dopo la sua morte, avvenuta nel 1928, alcuni suoi amici decisero di trovare un modo per commemorarlo e l'idea cadde sulla realizzazione di un trofeo da consegnare alla GAA. L'idea piacque alla federazione che accettò senza riserve. La sua realizzazione costò 300£, l'equivalente attuale di €25,392. La coppa è modellata sulla forma dell'Ardagh Chalice e fu realizzata dagli  Hopkins e Hopkins di  O'Connell Bridge, Dublino.
La prima squadra ad aggiudicarsi il trofeo fu Kildare, che sconfisse Cavan per 2-6; 2-5. Sebbene si conservò piuttosto bene, venne rimpiazzata da una nuova coppa alla fine del 1987. Meath ebbe l'onore di alzare al cielo la vecchia coppa per l'ultima volta e la nuova per la prima volta, vincendo i due tornei del 1987 e 1988.
Da quando la coppa venne usata per la prima volta, nel 1928, la squadra, che più volte se l'è aggiudicata è Kerry, avendola vinta 29 volte. È seguita da Dublin e Galway, che vantano 8 titoli a testa e Meath, che ne ha ottenute 7.

## Vincitori
Sono riportate le finali, di cui la squadra vincitrice è quella a sinistra.
2009 Kerry 0-16 Cork 1-09
2008 Tyrone 1-15 Kerry 0-14
2007 Kerry 3-13 Cork 1-9
2006 Kerry 4-15 Mayo 3-4
2005 Tyrone 1-16 Kerry 2-10
2004 Kerry 1-20 Mayo 2-9
2003 Tyrone 0-12 Armagh 0-9
2002 Armagh 1-12 Kerry 0-14
2001 Galway 0-17 Meath 0-8
2000 Kerry 0-17 Galway 1-10
1999 Meath 1-11 Cork 1-8
1998 Galway 1-14 Kildare 1-10
1997 Kerry 0-13 Mayo 1-7
1996 Meath 2-9 Mayo 1-11
1995 Dublin 1-10 Tyrone 0-12
1994 Down 1-12 Dublin 0-13
1993 Derry 1-14 Cork 2-8
1992 Donegal 0-18 Dublin 0-14
1991 Down 1-16 Meath 1-14
1990 Cork 0-11 Meath 0-9
1989 Cork 0-17 Mayo 1-11
1988 Meath 0-13 Cork 0-12
1987 Meath 1-14 Cork 0-11
1986 Kerry 2-15 Tyrone 1-10
1985 Kerry 2-12 Dublin 2-8
1984 Kerry 0-14 Dublin 1-6
1983 Dublin 1-10 Galway 1-8
1982 Offaly 1-15 Kerry 0-17
1981 Kerry 1-12 Offaly 0-8
1980 Kerry 1-9 Roscommon 1-6
1979 Kerry 3-13 Dublin 1-8
1978 Kerry 5-11 Dublin 0-9
1977 Dublin 5-12 Armagh 3-6
1976 Dublin 3-8 Kerry 0-10
1975 Kerry 2-12 Dublin 0-11
1974 Dublin 0-14 Galway 1-6
1973 Cork 3-17 Galway 2-13
1972 Offaly 1-19 Kerry 0-13
1971 Offaly 1-14 Galway 2-8
1970 Kerry 2-19 Meath 0-18
1969 Kerry 0-10 Offaly 0-7
1968 Down 2-12 Kerry 1-13
1967 Meath 1-9 Cork 0-9
1966 Galway 1-10 Meath 0-7
1965 Galway 0-12 Kerry 0-9
1964 Galway 0-15 Kerry 0-10
1963 Dublin 1-9 Galway 0-10
1962 Kerry 1-12 Roscommon 1-6
1961 Down 3-6 Offaly 2-8
1960 Down 2-10 Kerry 0-8
1959 Kerry 3-7 Galway 1-4
1958 Dublin 2-12 Derry 1-9
1957 Louth 1-9 Cork 1-7
1956 Galway 2-13 Cork 3-7
1955 Kerry 0-12 Dublin 1-6
1954 Meath 1-13 Kerry 1-7
1953 Kerry 0-13 Armagh 1-6
1952 Cavan 0-9 Meath 0-5
1951 Mayo 2-8 Meath 0-9
1950 Mayo 2-5 Louth 1-6
1949 Meath 1-10 Cavan 1-6
1948 Cavan 4-5 Mayo 4-4
1947 Cavan 2-11 Kerry 2-7
1946 Kerry 2-8 Roscommon 0-10
1945 Cork 2-5 Cavan 0-7
1944 Roscommon 1-9 Kerry 2-4
1943 Roscommon 2-7 Cavan 2-2
1942 Dublin 1-10 Galway 1-8
1941 Kerry 1-8 Galway 0-7
1940 Kerry 0-7 Galway 1-3
1939 Kerry 2-5 Meath 2-3
1938 Galway 2-4 Kerry 0-7
1937 Kerry 4-4 Cavan 1-7
1936 Mayo 4-11 Laois 0-5
1935 Cavan 3-6 Kildare 2-5
1934 Galway 3-5 Dublin 1-9
1933 Cavan 2-5 Galway 1-4
1932 Kerry 2-7 Mayo 2-4
1931 Kerry 1-11 Kildare 0-8
1930 Kerry 3-11 Monaghan 0-2
1929 Kerry 1-8 Kildare 1-5
1928 Kildare 2-6 Cavan 2-5